# 欄間

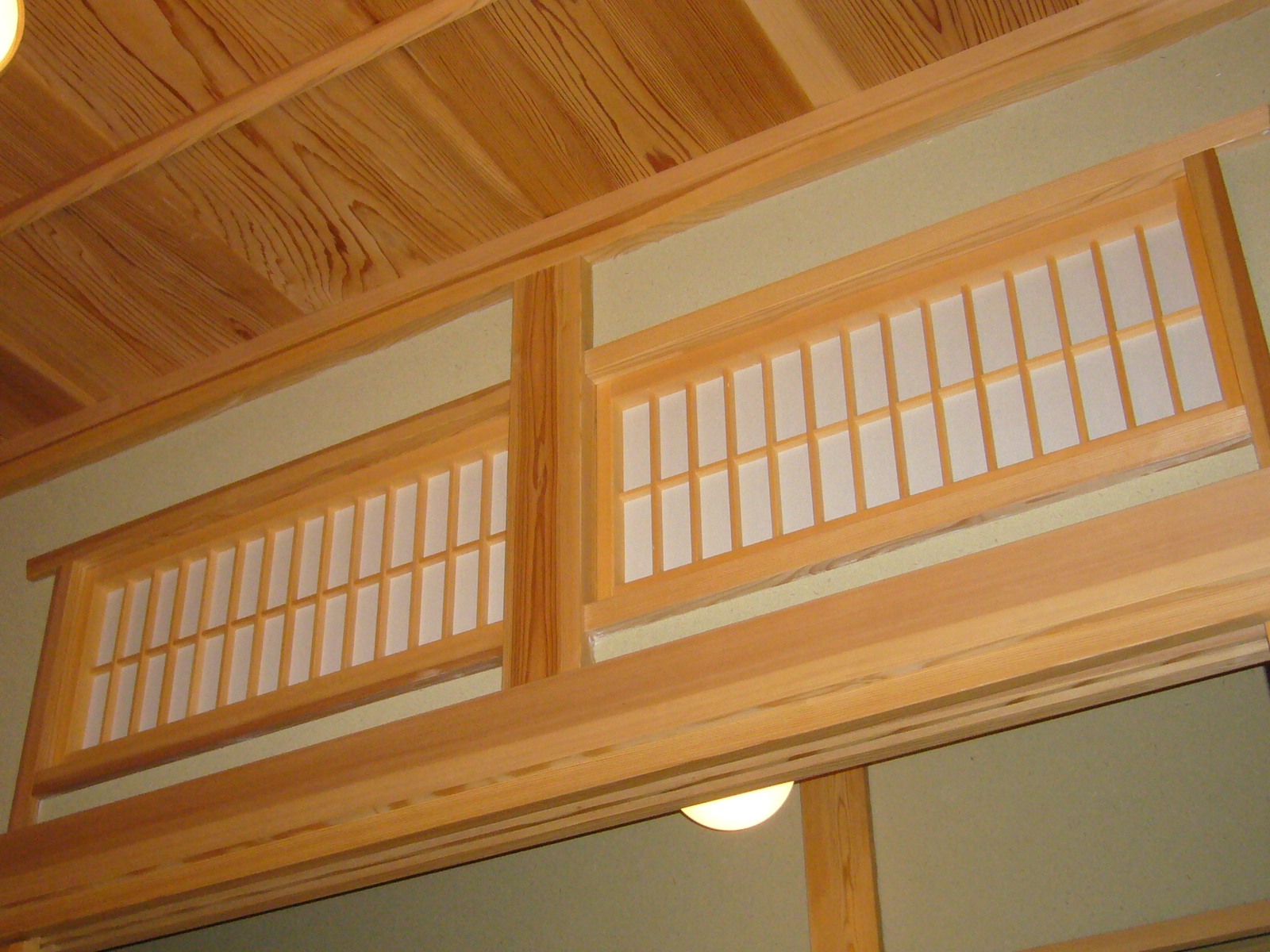
欄間

欄間（らんま）は、日本の建築様式にみられる建具の一種。採光、通風、装飾といった目的のために天井と鴨居との間に設けられる開口部材をいう。なお、広義には「ランマ」と表記して洋室などに付けられる「回転ランマ」のように室内通気用部材（建具）をいうこともある。

## 日本建築の欄間

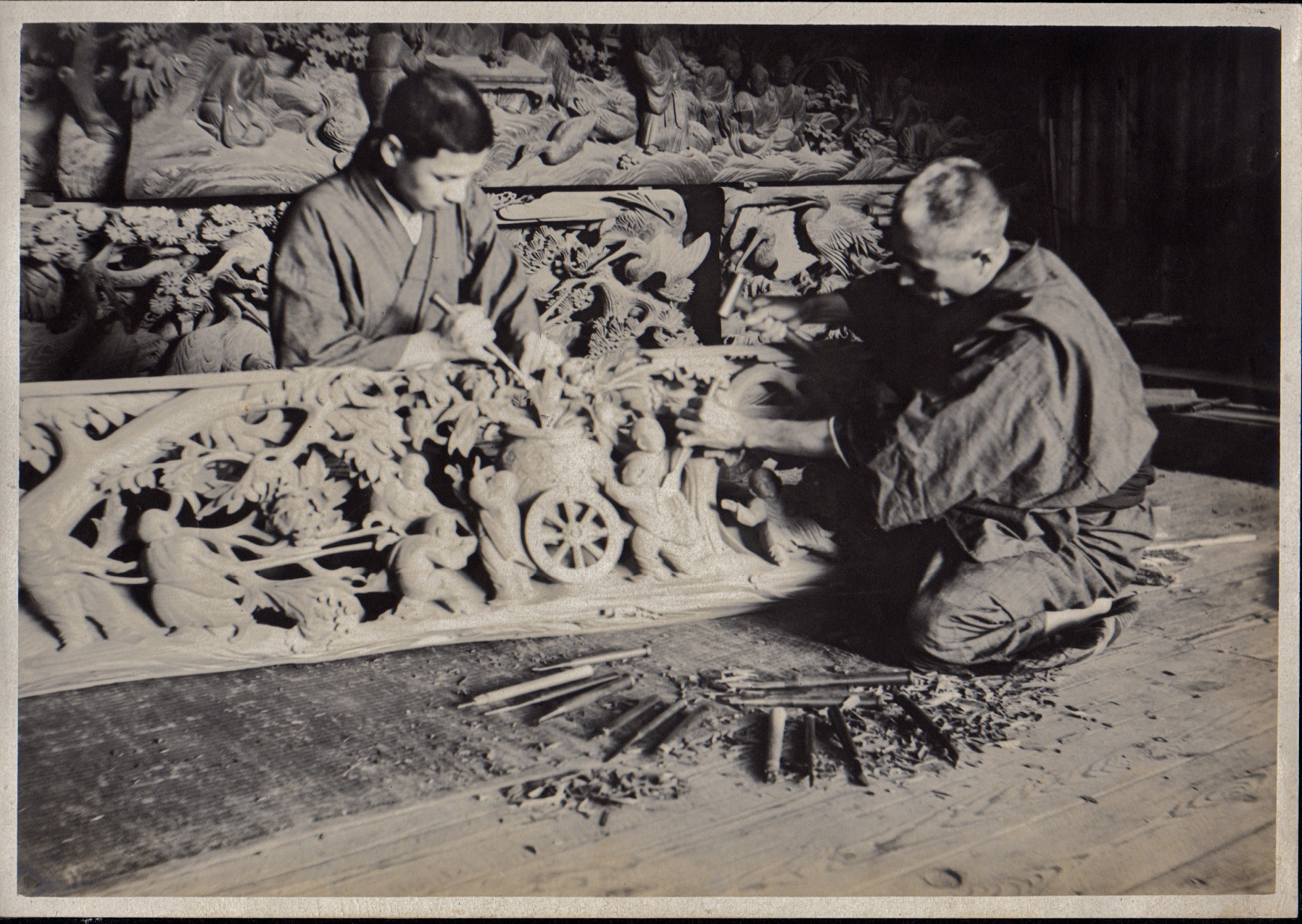
透彫欄間制作。大正時代

欄間は内法鴨居（あるいは内法長押）と天井との間に設けられ、換気や採光の意味もあるが、座敷間の釣壁に設ける場合のように装飾が主要な目的となっている場合や、格の違いを表す境界線の場合もある。内部の装飾の手法によって、筬（おさ）欄間、角柄欄間、隅切欄間、櫛形欄間、組子欄間、竹の節欄間、透彫欄間などがある。
奈良時代から寺社建築において採光を確保するために用いられたと考えられ、後に貴族の住宅建築にも用いられるようになり、江戸時代以降には一般住宅にも採り入れられた。一般の日本建築の欄間では、小さな障子が取り付けられていることが多い。
代表的な産地は、富山県南砺市井波地区（井波欄間、井波彫刻）と、大阪府（大阪欄間）である。井波彫刻及び大阪欄間は1975年に通商産業大臣から伝統的工芸品の指定を受けており、大阪欄間は2006年に地域団体商標として登録されている。

## 主な産地
- 富山県南砺市（旧 井波町）[5]
- 大阪府大阪市、岸和田市、吹田市、貝塚市、松原市、摂津市、豊能郡能勢町[4]
- 香川県高松市、観音寺市[7]

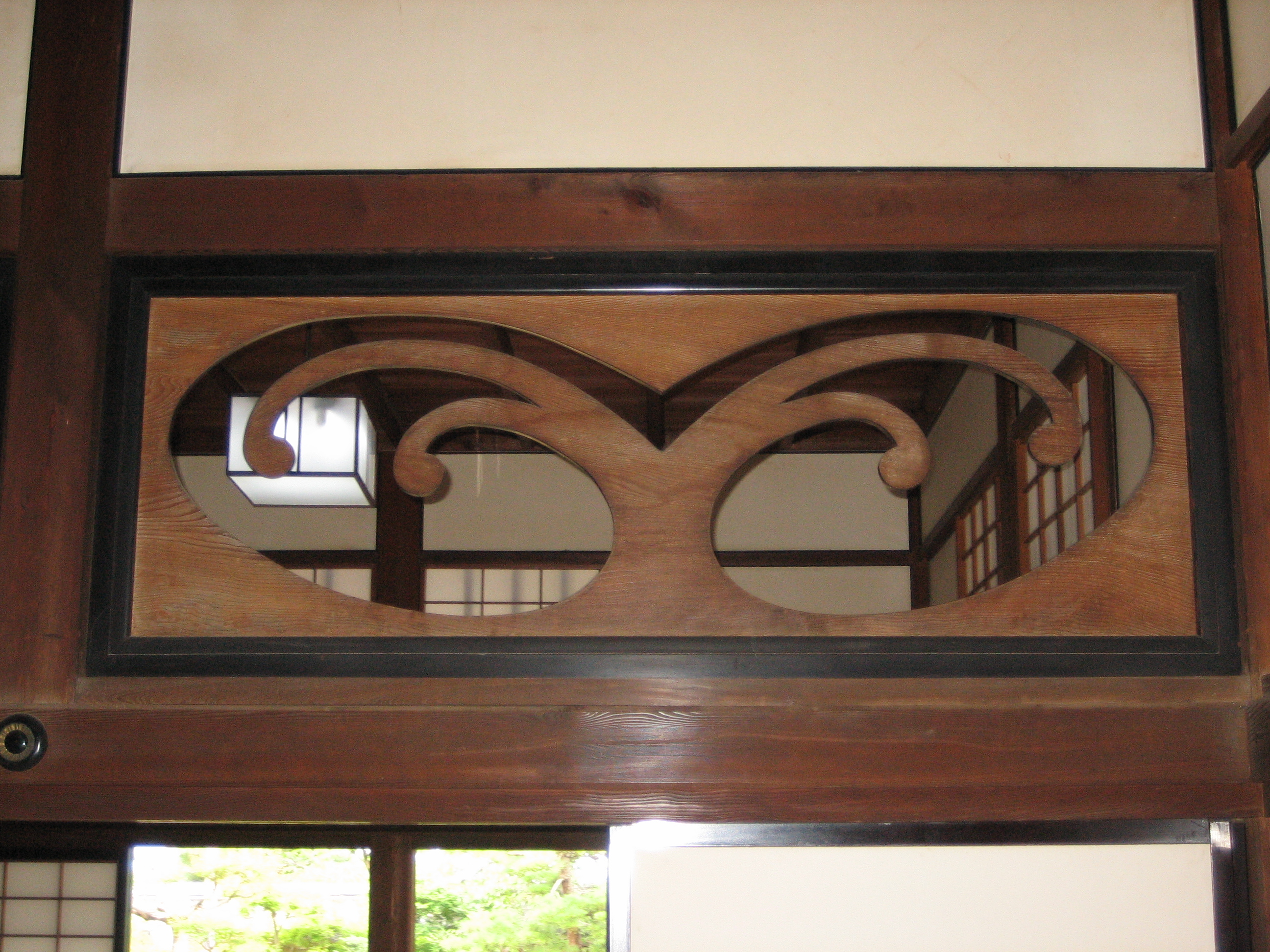
高知城の欄間
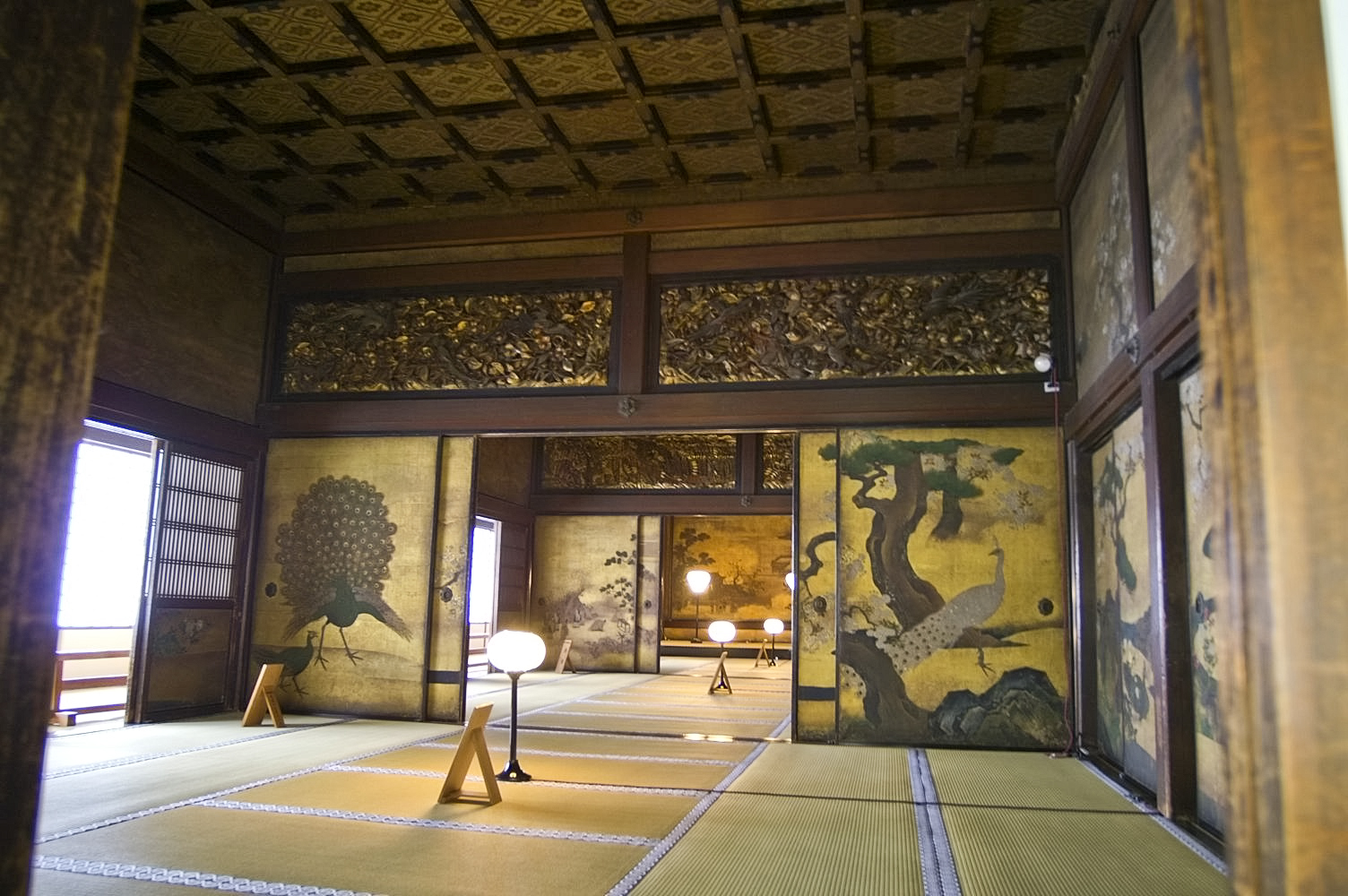
西本願寺「白書院」（伝伏見城遺構）の欄間
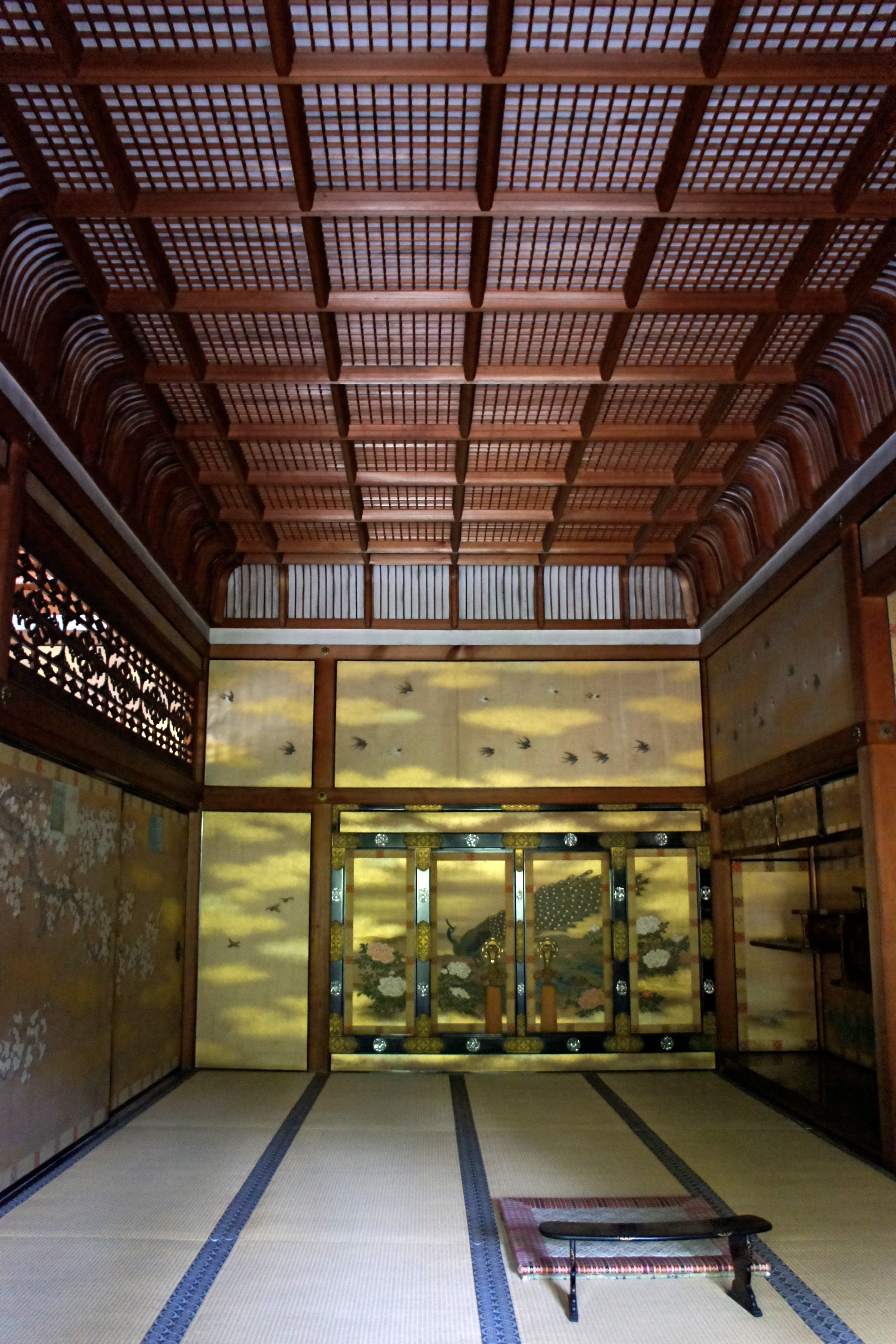
仁和寺宸殿上段の間の欄間

## ランマとガラリ
「回転ランマ」のように洋室などを含め部屋間に設ける室内通気用部材（建具）を「ランマ」と表記することがある。また、ランマと同じく部屋間に設ける室内通気用部材（建具）にスライド式の「ガラリ」があり和室の上などに設けられる。